# معبد (فیلم ۲۰۱۱)
معبد (به مراتی: Deool) فیلمی محصول سال ۲۰۱۱ و به کارگردانی اومش وینیاک کولکارنی است. در این فیلم بازیگرانی همچون نانا پاتیکار، دیلیپ پراباواکار، گیرش کولکارنی، سونالی کولکارنی، شاروانی پیلای ایفای نقش کرده‌اند.